# Hồ chứa nước

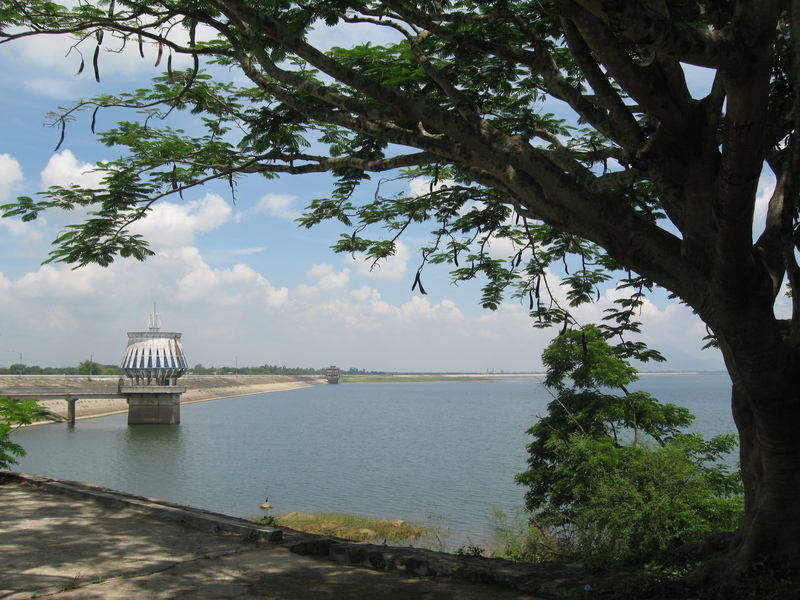
Hồ Dầu Tiếng - hồ chứa nước lớn ở Đông Nam Á

Hồ chứa nước là một hồ tự nhiên hoặc nhân tạo (hồ điều hòa) được ngăn bằng một con đập, có công năng trữ nước. Hồ chứa nước có thể được xây dựng trong các thung lũng sông bằng cách xây đập ngăn nước hoặc bằng cách tự đào đất hoặc bằng các kỹ thuật xây dựng truyền thống dùng gạch hoặc bê tông.

## Danh sách hồ chứa nước

### Danh sách hồ chứa nước theo diện tích
| Mười hồ chứa có diện tích bề mặt lớn nhất thế giới | Mười hồ chứa có diện tích bề mặt lớn nhất thế giới | Mười hồ chứa có diện tích bề mặt lớn nhất thế giới | Mười hồ chứa có diện tích bề mặt lớn nhất thế giới | Mười hồ chứa có diện tích bề mặt lớn nhất thế giới |
| Hạng                                               | Tên gọi                                            | Quốc gia                                           | Diện tích bề mặt                                   | Diện tích bề mặt                                   |
| Hạng                                               | Tên gọi                                            | Quốc gia                                           | km²                                                | sq mi                                              |
| -------------------------------------------------- | -------------------------------------------------- | -------------------------------------------------- | -------------------------------------------------- | -------------------------------------------------- |
| 1                                                  | Hồ Volta                                           | Ghana                                              | 8.482                                              | 3.275                                              |
| 2                                                  | Hồ chứa nước Smallwood                             | Canada                                             | 6.527                                              | 2.520                                              |
| 3                                                  | Hồ chứa nước Kuybyshev                             | Nga                                                | 6.450                                              | 2.490                                              |
| 4                                                  | Hồ Kariba                                          | Zimbabwe, Zambia                                   | 5.580                                              | 2.150                                              |
| 5                                                  | Hồ chứa nước Bukhtarma                             | Kazakhstan                                         | 5.490                                              | 2.120                                              |
| 6                                                  | Hồ chứa nước Bratsk                                | Nga                                                | 5.426                                              | 2.095                                              |
| 7                                                  | Hồ Nasser                                          | Ai Cập, Sudan                                      | 5.248                                              | 2.026                                              |
| 8                                                  | Hồ chứa nước Rybinsk                               | Nga                                                | 4.580                                              | 1.770                                              |
| 9                                                  | Hồ chứa nước Caniapiscau                           | Canada                                             | 4.318                                              | 1.667                                              |
| 10                                                 | Hồ Guri                                            | Venezuela                                          | 4.250                                              | 1.640                                              |

### Danh sách hồ chứa nước theo thể tích
| Mười hồ chứa có thể tích lớn nhất thế giới | Mười hồ chứa có thể tích lớn nhất thế giới | Mười hồ chứa có thể tích lớn nhất thế giới | Mười hồ chứa có thể tích lớn nhất thế giới | Mười hồ chứa có thể tích lớn nhất thế giới |
| Hạng                                       | Tên gọi                                    | Quốc gia                                   | Thể tích                                   | Thể tích                                   |
| Hạng                                       | Tên gọi                                    | Quốc gia                                   | km³                                        | cu mi                                      |
| ------------------------------------------ | ------------------------------------------ | ------------------------------------------ | ------------------------------------------ | ------------------------------------------ |
| 1                                          | Hồ Kariba                                  | Zimbabwe, Zambia                           | 180                                        | 43                                         |
| 2                                          | Hồ chứa nước Bratsk                        | Nga                                        | 169                                        | 41                                         |
| 3                                          | Hồ Nasser                                  | Ai Cập, Sudan                              | 157                                        | 38                                         |
| 4                                          | Hồ Volta                                   | Ghana                                      | 148                                        | 36                                         |
| 5                                          | Hồ chứa nước Manicouagan                   | Canada                                     | 142                                        | 34                                         |
| 6                                          | Hồ Guri                                    | Venezuela                                  | 135                                        | 32                                         |
| 7                                          | Hồ Williston                               | Canada                                     | 74                                         | 18                                         |
| 8                                          | Hồ chứa nước Krasnoyarsk                   | Nga                                        | 73                                         | 18                                         |
| 9                                          | Hồ chứa nước Zeya                          | Nga                                        | 68                                         | 16                                         |